# Германский Камерун
Германский Камерун (нем. Kamerun) — бывшая западноафриканская колония Германской империи, существовавшая в период 1884—1916 годов, на землях современной Республики Камерун. 
В состав Германского Камеруна (Северного Камеруна) входили северные территории Габона и Республики Конго, западные земли ЦАР, юго-западные земли Чада, а также небольшая часть земель восточной Нигерии.

## История

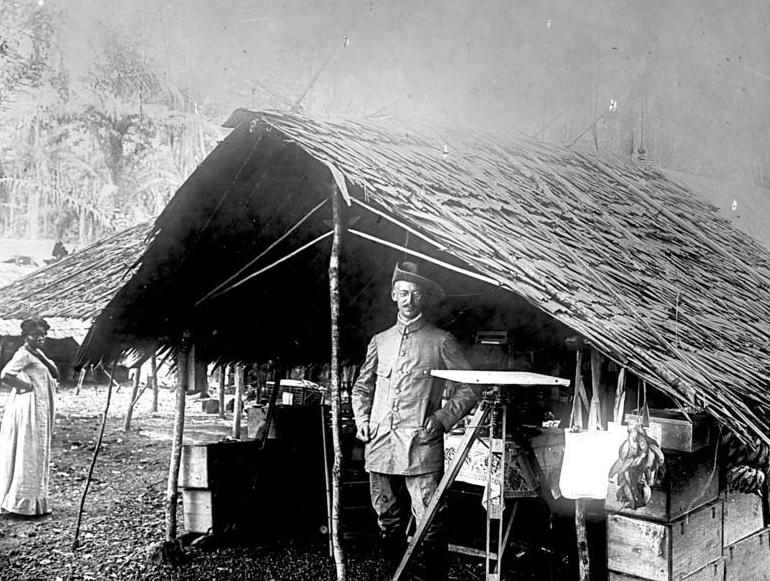
Германский топограф в Камеруне, 1884.

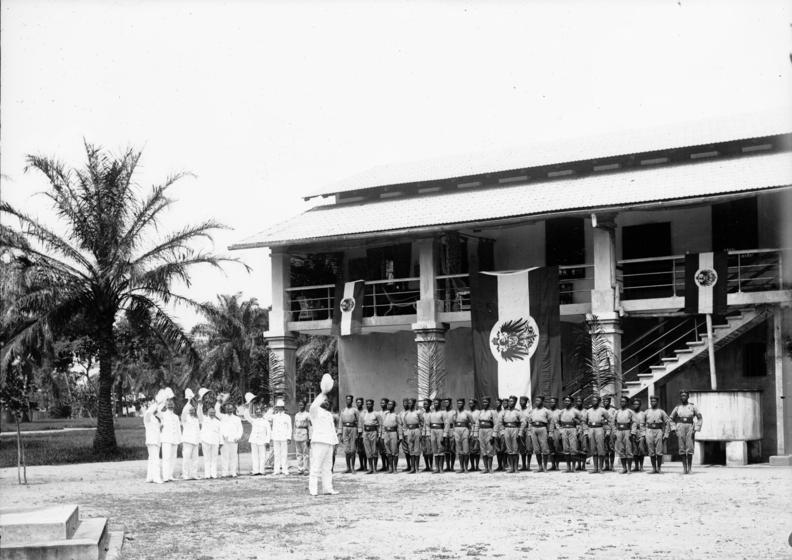
Полиция в Дуале в день рождения германского императора, 1901.

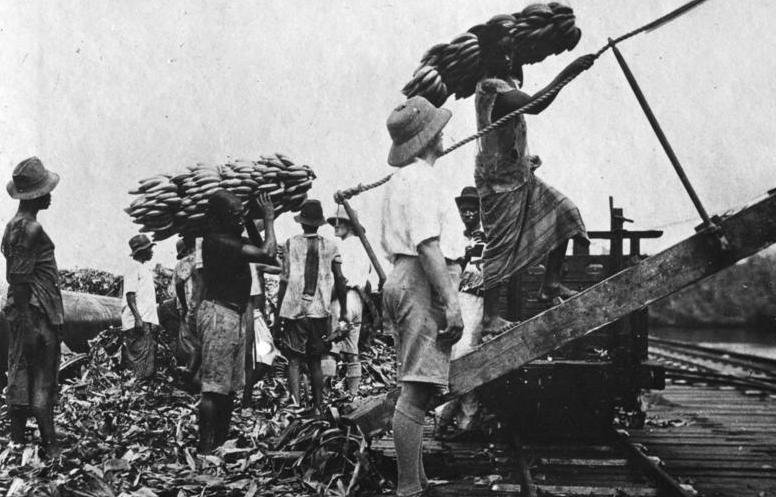
Погрузка бананов на экспорт в Германию, 1912.

### Первые торговые компании
Первая немецкая фактория в районе Дуалы (современная Дуала) в дельте реки Камерун (ныне — Вури) была создана в 1868 году Гамбургской торговой компанией C. Вермана. Агент фирмы в Габоне Йоханнес Тормёлен решил расширить ее деятельность до дельты Камеруна. В 1874 г. совместно с Вильгельмом Янценом, агентом Вермана из Либерии они основали свою собственную компанию «Янцен и Тормёлен».

### Развитие колонии
Оба западноафриканских торговых дома расширили судоходство за счёт своих парусных судов и пароходов, и открыли регулярные пассажирские и грузовые перевозки между Гамбургом и Дуалой. Эти и другие компании приобрели обширные земли у местных вождей и начали систематические операции над плантациями.
К 1884 году Адольф Верман, представляющий все западноафриканские компании, как их представитель, ходатайствовал у имперского внешнеполитического ведомства для «защиты» со стороны немецкой империи. Канцлер Отто фон Бисмарк стремился использовать трейдеров на стороне правления регионом через «чартерные компании». Тем не менее в ответ на предложение Бисмарка компании отозвали свои заявления.
В основе коммерческих интересов лежало стремление к выгодной торговой деятельности под защитой Германской империи, но они были полны решимости остаться в стороне от политических обязательств. В конце концов, Бисмарк уступил Верману и поручил адмиралтейству направить канонерские лодки. В качестве защиты немецких интересов канонерская лодка SMS Möwe прибыла к берегам Западной Африки.
Протекторат Камерун был создан в хорошо известный период империалистической Европы «Борьбы за Африку». Немецкий исследователь, врач, императорский консул и уполномоченный по Западной Африке Густав Нахтигаль был движущей силой в направлении создания колонии. К тому времени более десятка немецких компаний, базирующихся в Гамбурге и Бремене, осуществляли торговую деятельность в Камеруне.

### Расцвет

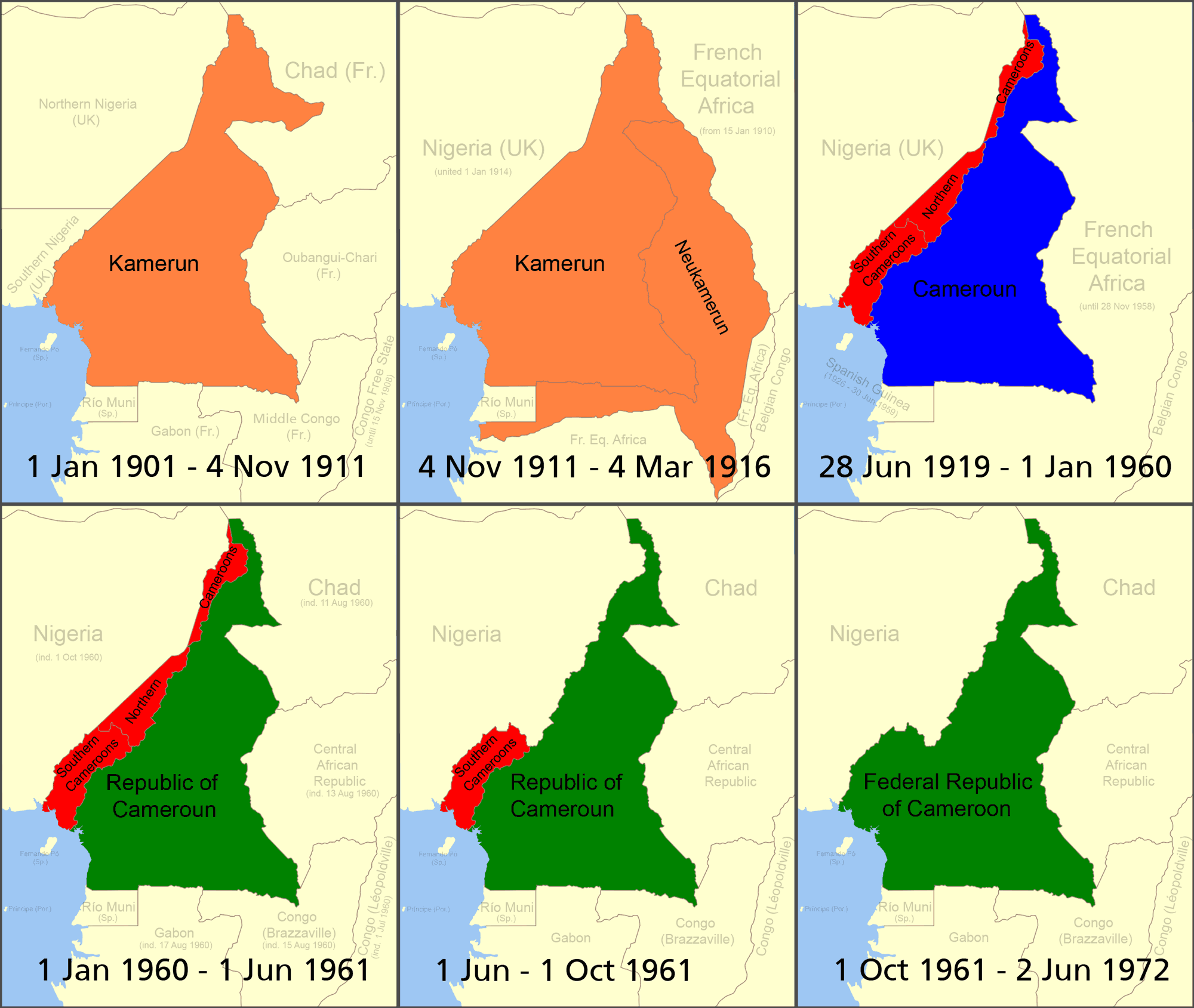
Камерун в 1901—1972 годах.
Германский Камерун
Британский Камерун
Французский Камерун
Республика Камерун

Благодаря полученным из имперской казны субсидиям, в колонии построили две железнодорожные линии соединяющие портовый город Дуала с районами где находились сельскохозяйственные плантации — северную 160-километровую ветку до горы Манегуа, и 300-километровую линию до города Макак (Центральная провинция Камеруна), расположенного на реке Нёнг. Колония обладала хорошо налаженными почтовой и телеграфной службами, а также сетью речной навигации с государственными судами, связывающими побережье с внутренними регионами. Протекторат был увеличен и преобразован в Новый Камерун в 1911 г. в рамках урегулирования Агадирского кризиса, исходя из Фесского договора.

### Расчленение
Колония была захвачена в 1916 году англичанами и французами в годы Первой мировой войны. После поражения Германии, в соответствии с Версальским мирным договором, Германский Камерун был поделён на две части. Исходя из мандатов Лиги Наций, одна часть отошла Франции (Французский Камерун), другая Великобритании (Британский Камерун). В результате слияния в 1961 году Французского и части Британского Камеруна появилось новое независимое государство — Республика Камерун.

## Правительство
Императоры:
- Вильгельм I (1871—1888)
- Фридрих III (1888)
- Вильгельм II (1888—1918)

Главы правительства:
- Густав Нахтигаль (1884)
- Йеско фон Путткамер (1887—1906)
- Теодор Зайц (1907—1910)
- Отто Глайм (1910—1912)
- Карл Эбермайер (1912—1916)